# Heat (película de 1986)
Heat (conocida en español como Acorralado en Las Vegas y como Nick, al rojo vivo) es una película de suspenso y acción neo-noir estadounidense de 1986 sobre un ex mercenario que trabaja como guardaespaldas en Las Vegas. La película fue escrita por William Goldman, basada en su novela homónima de 1985. Fue dirigida por Dick Richards y Jerry Jameson y está protagonizada por Burt Reynolds, Karen Young, Peter MacNicol, Howard Hesseman, Neill Barry y Joseph Mascolo.

## Argumento
La historia inicia con un ebrio llamado Nick Escalante que acosa a una muchacha en un bar de Las Vegas y se burla de Osgood, su pretendiente, hasta que este pierde los estribos, lo golpea y obliga a disculparse, esto le permite ganarse la admiración y el corazón de la muchacha. Posteriormente se revela que Nick había sido contratado por Osgood para hacerlo quedar bien. 
Nick es un mercenario retirado, letal con las manos y experto en usar objetos comunes como armas. Trabaja en Las Vegas anunciándose como "chaperón", pero en realidad es un guardaespaldas de alquiler cuyo objetivo es ganar suficiente dinero para retirarse a vivir en Venecia, Italia. Poco después conoce a un nuevo cliente, un joven adinerado y de personalidad temerosa llamado Cyrus Kinnick, quien dice querer a alguien que lo acompañe mientras juega en los casinos, pero lo que realmente quiere es que Nick le enseñe a ser rudo.
Nick se enfurece cuando descubre que Holly, su amiga prostituta, fue golpeada sádicamente durante un encuentro con el gran apostador de Las Vegas Danny DeMarco, quien tiene conexiones con el crimen organizado, por lo que Nick accede a ayudarla a vengarse y utiliza su amistad con el jefe del crimen local, Baby, para acceder a la suite de DeMarco fingiendo ser el proxeneta de Holly. Cuando exige una explicación respecto a las lesiones de la joven y pide una indemnización para la muchacha, DeMarco no solo se jacta sobre como abusó de ella, también ordena a sus enormes matones, Kinlaw y Tiel, que acaben con él, sin embargo Nick utiliza los objetos afilados disponibles, incluido un medallón y el borde afilado de una tarjeta de crédito, para incapacitarlos.
Holly llega a la suite de DeMarco, quien ha sido atado por Nick, y con unas tijeras le corta un trozo del pene como venganza. DeMarco intenta culpar a sus secuaces, pero Kinlaw señala que ellos solo intervinieron después que DeMarco la dejó en ese estado. Tras abandonar el lugar, Nick le da U$20,000 que le quitaron a DeMarco y la convence de irse de la ciudad para evitar posibles represalias, sin embargo, rechaza la oferta de Holly repartir el dinero, por lo que ella le hace llegar $10,000 después de marcharse.
Nick simpatiza con Kinnick y le da consejos sobre cómo defenderse. Cuando lo acompaña a apostar usa el dinero de Holly en las mesas de blackjack; donde gana suficiente como para cumplir su sueño de ir a Venecia, pero Nick decide que aún no es suficiente y sigue apostando hasta perder todo. Kinnick comprende que la razón por la que Nick ha tenido tantas dificultades para salir de Las Vegas se debe a que es un jugador compulsivo. 
DeMarco se presenta ante Baby y pide permiso para matar a Nick, acusándolo de entrar a su suite para vengar a Holly y en el incidente haber asesinado a Kinlaw y Tiel disparándoles con sus propias armas. Baby accede a mediar en una reunión en su casa, donde Nick reconoce que algunas partes de la historia de DeMarco son ciertas, pero lo desacredita argumentando que él no necesitaría armas para matarlos ante lo cual Baby reconoce que la firma profesional de Nick es nunca usar armas de fuego. Como prueba de la veracidad de su versión, Nick habla sobre la herida que DeMarco tiene en el pene, lo cual éste niega, por lo que Baby dice que DeMarco tendrá que mostrar su pene para probar que la versión de Nick es mentira. Cuando DeMarco se niega, Baby concluye que él mismo mató a sus hombres para inculpar a Nick y no solo no autoriza sus exigencias sino que le prohíbe atacarlo.
De vuelta en su oficina, Nick se encuentra con Kinnick quien, en gratitud por lo que ha hecho, y como una forma de alejarlo de Las Vegas y su adicción, intenta convencerlo de permitirle financiar su viaje a Venecia regalándole un boleto de avión y, para motivarlo, le da un cheque por U$20,000 que solo puede ser cobrado en la sucursal de Venecia.
DeMarco desacata las órdenes de Baby y acompañado de un grupo de asesinos se presenta en la oficina de Nick para matarlo. Kinnick logra distraer a los matones al golpear a uno y se sacrifica como escudo humano recibiendo los disparos dirigidos a Nick, quien gracias a esto logra huir, iniciando una larga persecución en la que mata uno a uno a todos los matones usando objetos que va encontrando en los lugares donde los embosca. 
DeMarco huye de regreso a su suite, solo para descubrir que no hay electricidad y que Nick está sentado en algún lugar en la oscuridad. Nick le dice que lo que le pasó a Kinlaw y Tiel no es nada comparado a cómo él lo matará. DeMarco dispara a ciegas en la oscuridad ignorando que logró herir a Nick, que solo finge estar ileso y desde las sombras se burla advirtiéndole que ha contado los disparos y sabe que solo le queda un tiro, detallando las cosas que planea hacerle una vez que se quede sin municiones. DeMarco, aterrado, utiliza su última bala para suicidarse.
Tras atenderse en el hospital, Nick visita a Kinnick, quien logró sobrevivir a sus heridas y se recupera allí, posteriormente se ve a Nick paseando en una góndola por los canales de Venecia.

## Reparto
- Burt Reynolds como Nick Escalante
- Karen Young como Holly
- Peter MacNicol como Cyrus Kinnick
- Howard Hesseman como Pinchus Zion
- Neill Barry como Danny DeMarco
- Joseph Mascolo como "Baby"
- Diana Scarwid como Cassie
- Deborah Rush como DD
- Wendell Burton como Osgood
- Joe Klecko como Kinlaw
- Pete Koch como Tiel

## Producción
En 2000, William Goldman publicó su segundo volumen de memorias, What Lie Did I Tell?: More Adventures in the Screen Trade. Mencionó a Heat brevemente y dijo que "la razón por la que no aprenderán más sobre este bebé en estas páginas es simple: hasta donde sé, las demandas siguen volando". Agregó que fue "uno de mis mayores desastres...", con un récord de seis directores, quienes "... trabajaron duro en lo que fue solo un rodaje de treinta y seis días". En 2014, reflexionó: "Tuvimos problemas, ¿qué puedo decirte?"
Burt Reynolds recibió $ 2 millones de la época para interpretar el papel principal. En 1987, discutió cómo "No creo que Heat y Malone", otra película que hizo poco después, "sean las películas que van a cambiar mi carrera". Agregó que "al menos son películas serias de las que la gente me ha dicho que debería haber estado haciendo durante años. No sé qué tan buenas son, pero al menos ahora estoy siguiendo el consejo de amigos cercanos y haciendo películas que toman sacarme de un coche".
Reynolds aparentemente inició el proyecto después de leer la novela y llamar a Goldman para convertirlo en una película.
En febrero de 1986 se anunció que Robert Altman iba a dirigir. Esto se consideró una elección sorprendente; aunque Altman había hecho previamente The Long Goodbye con el productor Elliot Kastner, los dos hombres tuvieron una gran pelea cuando Altman iba a dirigir 92 in the Shade. Sin embargo Carol Burnett animó a Altman a trabajar con Burt Reynolds y al director le gustó la estrella, por lo que aceptó. Según el biógrafo de Altman, Patrick McGilligan, el director "detestaba la comercialidad del guión de William Goldman". Altman voló a Nueva York, se reunió con Goldman y se sorprendió al llevarse bien con él, pero el escritor no quiso cambiar el guion. Altman voló a Las Vegas y usó un tecnicismo para dejar de hacer la película: su director de fotografía deseado, Pierre Mignot, no pudo obtener los permisos necesarios para trabajar en la película, por lo que Altman se retiró.
Dejó la película poco después. Fue reemplazado por Dick Richards, con quien Kastner había hecho Farewell, My Lovely , pero Richards no se llevaba bien con Reynolds; en cierto momento Reynolds golpeó a Richards y el director abandonó el proyecto, siendo reemplazado por Jerry Jameson. Richards regresó más tarde, solo para caerse de una grúa de cámara y terminar en el hospital.
Richards luego tomó el crédito como 'RM Richards' y se distanció del producto final. "No tuve nada que ver con la edición de la película", dijo más tarde. "Fui uno de los cinco directores. Todo lo que hice fue el casting y 13 días de rodaje... Deberían haber quitado mi nombre por completo". Un arbitraje del Directors Guild of America dictaminó que Richards era responsable del 41% de la película terminada y Jerry Jameson del 31%.
Más tarde, Richards intentó demandar a Reynolds por $ 25 millones por el ataque, pero se le ordenó a Reynolds pagar $ 500,000 en daños, lo que lo llevó a comentar amargamente en una entrevista de 1996: "Gasté $ 500,000 por ese golpe", y agregó, con referencia a otros productores y directores que había abordó, incluido Joel Silver , "Si golpeo a un tipo, es seguro que (más tarde) dirigirá un estudio o se convertirá en un gran director".
Lionel Wigram, quien luego se convirtió en el vicepresidente sénior de Warner Bros. quien llevó a ese estudio al éxito multimillonario de la serie de películas de Harry Potter, tuvo uno de sus primeros trabajos en la industria como asistente en Heat. Joe Klecko y Pete Koch, que interpretan a los enormes matones de DeMarco, eran jugadores en la Liga Nacional de Fútbol Americano en el momento en que se filmó la película.

## Recepción
Heat recaudó $ 2,793,214 en los Estados Unidos. La película obtuvo críticas negativas de los críticos durante su estreno y no fue un éxito de taquilla, recaudando menos de $ 3 millones en ventas de boletos.
Roger Ebert le dio a la película dos estrellas de cuatro y dijo: "El guión de Heat fue escrito por William Goldman, uno de los mejores artesanos de Hollywood, pero esta vez no se ha superado a sí mismo. Todo es material reciclado de otras películas, todas excepto por algunos agradables toques personales agregados por los actores. Aportan estilo a una película que lo necesita". 
Walter Goodman de The New York Times escribió en su reseña: "¿Entonces crees que Charles Bronson es el objeto más letal en dos pies? Eso es porque no has visto a Heat".  Variety llamó a la película una "acción tibia" y una "experiencia confusa, violenta y tristemente sin humor", con un tono que "alterna entre una representación triste de un hombre amargado y solitario y una historia criminal que involucra a los la parte más vulnerable de Las Vegas donde la policía nunca figura". 
Gene Siskel del Chicago Tribune le dio a la película una estrella y media de cuatro y la llamó "una pálida imitación de The Karate Kid con Burt como maestro instructor". 
Patrick Goldstein de Los Ángeles Times escribió: "Desafortunadamente, a excepción de un par de diálogos brillantes del guionista William Goldman y una gran actuación de Peter MacNicol, este nuevo vehículo de Reynolds nunca acumula calor, ni impulso", y agregó "si Reynolds sigue haciendo basura como Heat... nadie se va a preguntar qué pasó con su carrera. A nadie le va a importar."

## Lanzamiento
Heat se estrenó en los cines el 12 de noviembre de 1986 en Francia y el 13 de marzo de 1987 en los Estados Unidos. La película fue lanzada en DVD el 4 de marzo de 2003 por Echo Bridge Home Entertainment. 

## Remake
Jason Statham protagonizó una nueva versión escrita por Goldman y dirigida por Simon West esta vez bajo el nombre Wild Card. El rodaje tuvo lugar en Estados Unidos a principios de 2013 y la película se estrenó brevemente en cines selectos en diciembre de 2014. La película se estrenó en DVD y Blu-ray el 31 de marzo de 2015 por Lionsgate Home Entertainment. Sin embargo esta nueva versión no logró una mejor acogida que la original, recaudando menos de siete millones de dólares ante un presupuesto de treinta millones; mientras que los críticos dieron reseñas y calificaciones mayormente negativas.